# 전기 물끓이개

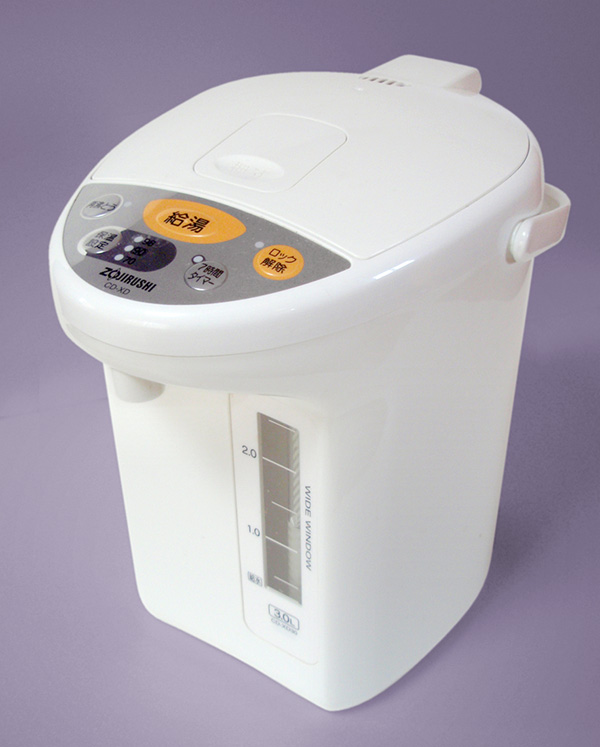

전기 물끓이개(Electric water boiler)는 밀폐된 저수지에서 물을 끓이고 일정한 온도로 유지하는 데 사용되는 가전제품 소형 가전제품이다. 일반적으로 차, 핫초콜릿, 커피, 인스턴트 국수, 유아용 분유를 만들거나 깨끗한 온수가 필요한 기타 가정용으로 즉각적인 온수 공급원을 제공하는 데 사용된다. 이는 일본 주방과 많은 동아시아 국가 주방의 공통 구성 요소이지만 전 세계적으로 다양한 용도로 사용된다. 더 작은 기기는 휴대가 가능하다. 일부 보온병은 물을 정화할 수 있는 기능을 갖도록 설계되었다.

## 구성품
전기 물끓이개는 바닥에 가열 요소가 있는 물통으로 구성된다. 일부 모델은 다양한 온도 설정을 제공한다. 다른 모델은 물을 끓여서 뜨거운 물, 차가운 물, 미지근한 물을 제공하는 더 큰 물 시스템의 일부이다. 물은 다양한 방법으로 분배될 수 있다. 물을 붓거나 전기 펌프로 작동하거나 다이어프램 펌프 역할을 하는 큰 버튼을 눌러 작동한다. 전기 물끓이개에는 물이 끓는점인 100 °C(212 °F)에 도달하면 자동으로 차단되는 온도 조절 장치가 내장되어 있다.

## 침전
침전이란 도시 수도 본관에 미량으로 존재하는 천연 미네랄(주로 탄산칼슘)이 저수지 내에 축적되는 현상이다. 물을 가열하면 미네랄이 분리되어 저수지 바닥으로 떨어진다. 이러한 축적은 결국 가스 보일러에서 다양한 소음을 발생시키고 장치의 효율성을 감소시키며 썩은 계란 냄새를 유발할 수 있다. 식초나 구연산을 사용하여 전기 주전자의 석회질을 제거할 수 있다.

## 용도
일부 전기 물끓이개 모델을 사용하면 원하는 조절 가능한 온도에서 차를 우려낼 수 있다.

## 같이 보기
- 사모바르
- 주전자
- 열전 효과